# Úrvalsdeild 1950
Thống kê của Úrvalsdeild mùa giải 1950.

## Tổng quan
Có 5 đội tham gia, và KR giành chức vô địch. Ríkharður Jónsson và Lárus Hallbjörnsson của Fram, cũng như Þórður Þórðarson của ÍA,  Halldór Halldórsson của Valur và Gunnlaugur Lárusson của Víkingur, là vua phá lưới với 3 bàn thắng mỗi cầu thủ. ·

## Bảng xếp hạng
| Vị thứ | Câu lạc bộ | St | T | H | B | BT | BB | HS | Đ |
| 1      | KR         | 4  | 2 | 2 | 0 | 7  | 3  | +4 | 6 |
| 2      | Fram       | 4  | 2 | 1 | 1 | 8  | 4  | +4 | 5 |
| 3      | ÍA         | 4  | 0 | 3 | 1 | 6  | 7  | -1 | 3 |
| 4      | Víkingur   | 4  | 1 | 1 | 2 | 8  | 11 | -3 | 3 |
| 5      | Valur      | 4  | 1 | 1 | 3 | 5  | 9  | -4 | 3 |